# Speloncato
Speloncato est une commune française située dans le département de la Haute-Corse et le territoire de la collectivité de Corse. Le village appartient à la piève de Tuani, en Balagne.

## Géographie

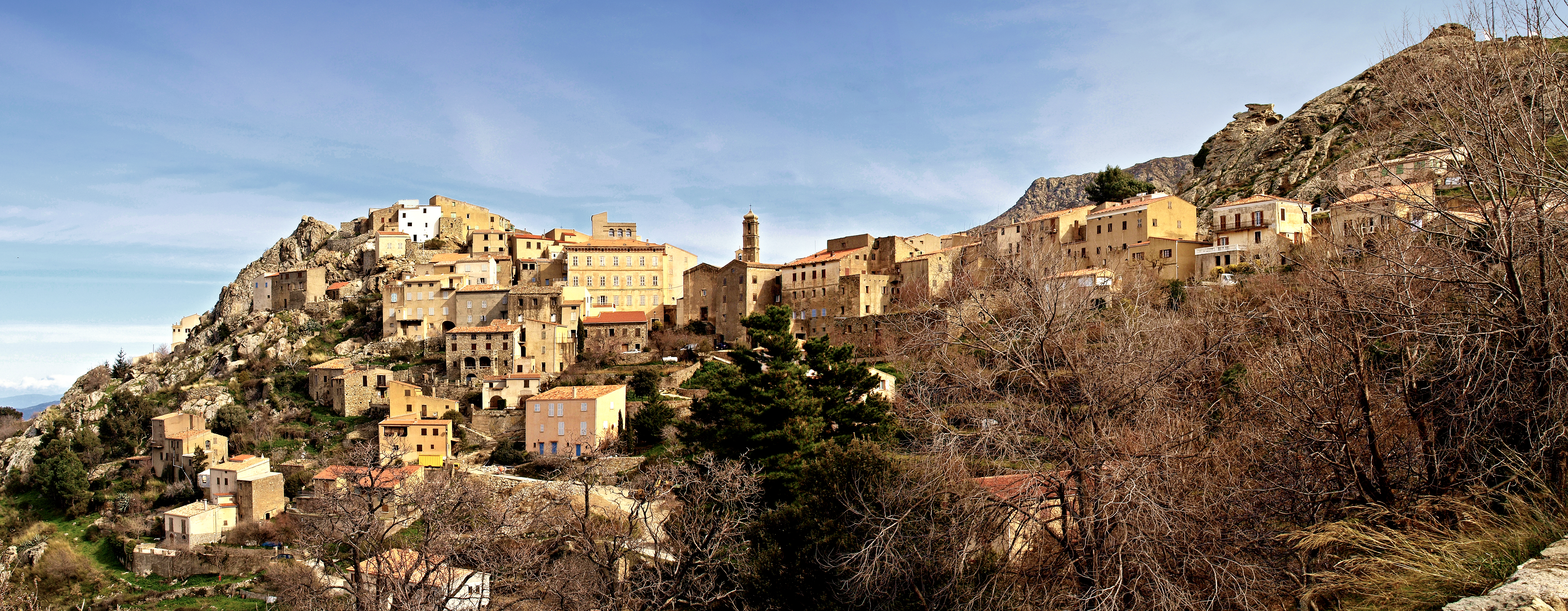
Vue du village.

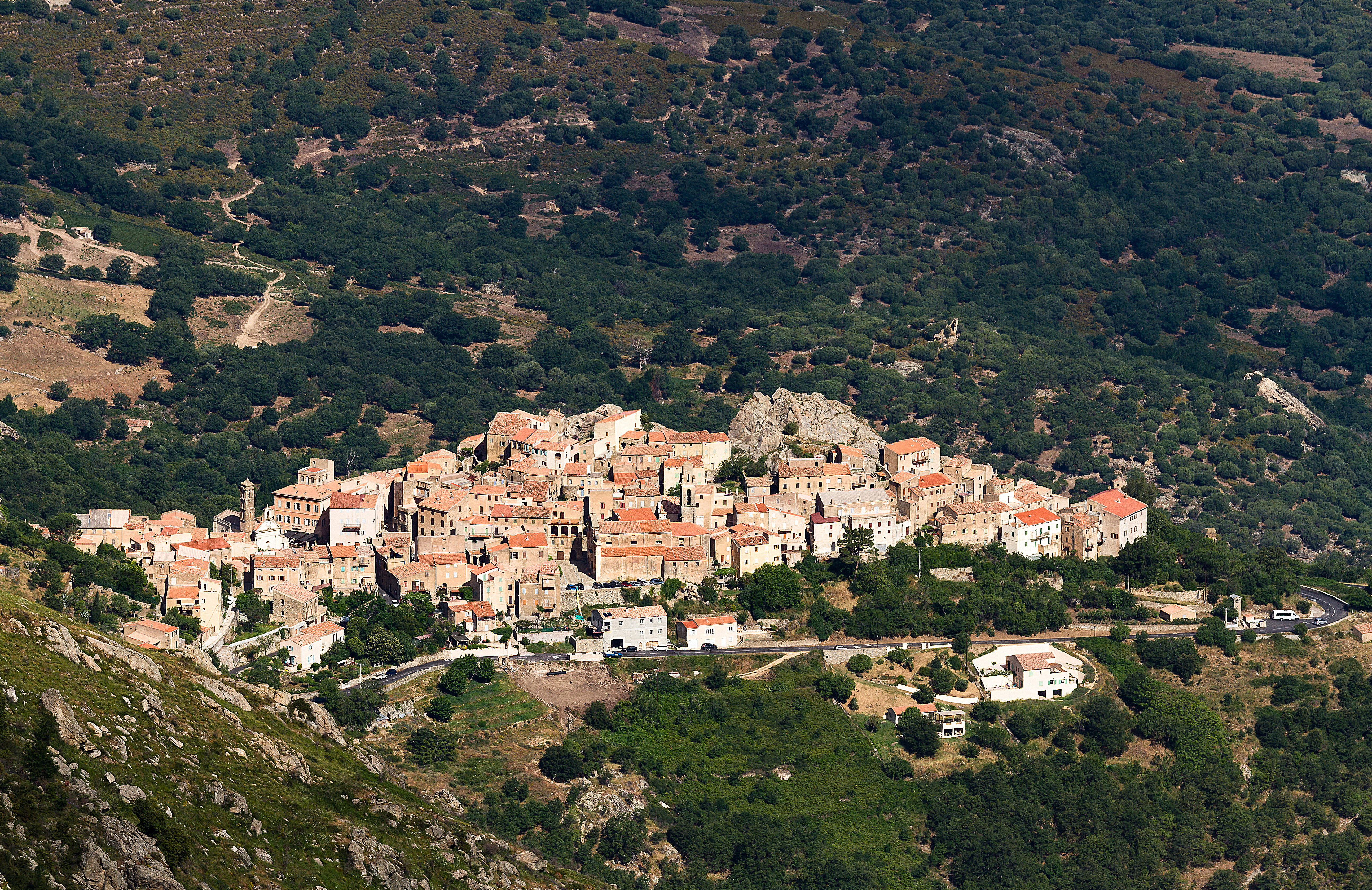
Le village de Speloncato.

### Situation
Speloncato est une commune de Balagne, l'une des dix-neuf communes du canton de Belgodère, dans l'ancienne pieve de Tuani, en limite du parc naturel régional de Corse. Elle est adhérente à la Communauté de communes de l'Île-Rousse - Balagne.
Communes limitrophes

### Géologie et relief

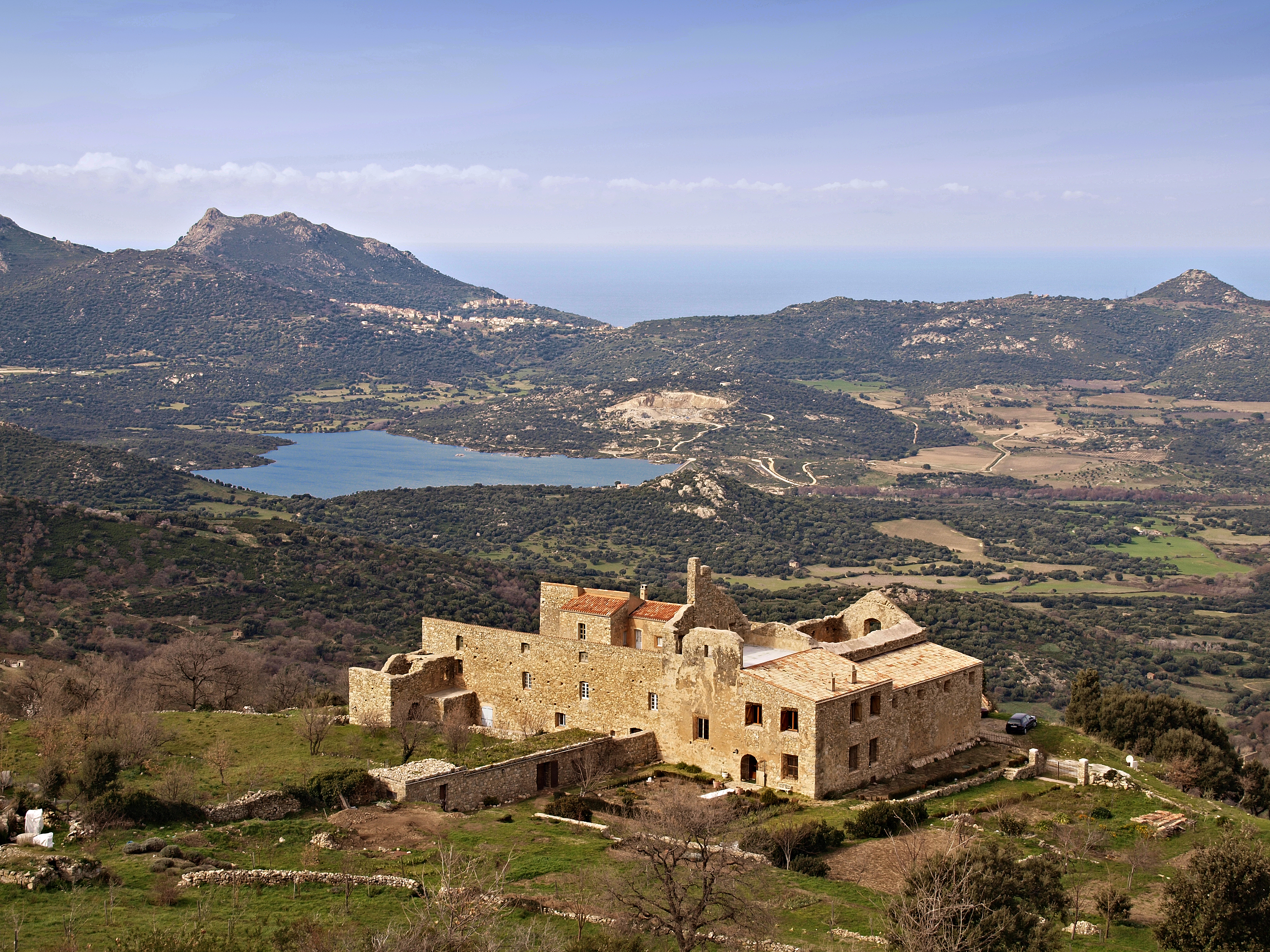
Barrage de Codole et l'ancien couvent.

Speloncato se situe dans la Corse occidentale ancienne, dite encore « Corse cristalline », constituée pour l'essentiel de roches granitiques et séparée de la Corse orientale où dominent les schistes, par une dépression centrale, un sillon étroit constitué pour l'essentiel de terrains sédimentaires secondaires et tertiaires qui coupe l'île du nord-ouest au sud-est, depuis l'Ostriconi jusqu'au Solenzara. La commune se situe à l'ouest de cette ligne où s'élèvent les plus hauts sommets de l'île.
Commune du littoral balanin, elle n'a cependant pas de façade maritime. Son extrémité septentrionale est distant de 2,1 km de la mer Méditerranée.
Son territoire représente principalement le bassin versant du ruisseau de Carignelli, affluent du fiume di Regino qui traverse la commune dans sa partie septentrionale, depuis le lac de Codole jusqu'au moulin de Salti. Il s'étage sur près de 1 300 m de dénivelé, depuis la plaine du Reginu au nord, jusqu'au Monte Tolu (1 332 m) à l'extrême sud, sommet « à cheval » sur les communes de Speloncato, Nessa et Pioggiola, lui conférant une orientation générale nord.
Il se divise en deux parties :
- la partie « montagne » est adossée à la dorsale de l'île, la chaîne de montagnes parmi les plus hautes de Corse qui ceinture au nord la Balagne et qui est aussi la limite septentrionale du parc naturel régional de Corse. Le Monte Tolu se situe sur cette ligne de crête qui sépare la vallée du Regino de celle du Giussani ;
- la partie « plaine » occupe la partie centrale de la vallée du Regino, une zone dépressionnaire dans la partie orientale de la Balagne, dans un secteur composé avec des sédiments quaternaires et des formations sédimentaires et métamorphiques[1].

La vallée du Regino est une plaine d'une superficie de 3 713 ha. Elle est un site classé Natura 2000, au titre de la conservation des oiseaux. Elle abrite notamment une densité exceptionnelle de milans royaux et d'engoulevents d'Europe. Elle bénéficie du statut de zone de protection spéciale (ZPS) depuis janvier 2006.

### Hydrographie
Le fiume di Regino traverse la commune dans la partie septentrionale de Speloncato, depuis le lac de Codole jusqu'au moulin de Salti.
En amont du moulin de Capizzolu, se dresse la retenue d'eau de Codole, une réserve d'eau de plus de 6 millions de m³ destinés à l'irrigation agricole et à l'approvisionnement domestique en saison estivale. Seule la partie orientale du barrage, la plus petite, appartient à la commune de Speloncato, la partie méridionale appartenant à Feliceto et le reste à Santa-Reparata-di-Balagna.
Le ruisseau de Carignelli qui a pour nom ruisseau de Cinneraja à sa source, conflue avec le Regino au hameau éponyme. Il est alimenté par les eaux de plusieurs petits cours d'eau parmi lesquels le ruisseau de Linacciole.

#### Lac de Codole
Le lac de barrage sur le Regino est situé à la fois sur les communes de Speloncato, Santa-Reparata-di-Balagna et Feliceto.

#### Sources de Carignelli
Les sources de Carignelli sont réputées pour leurs vertus thérapeutiques, notamment concernant les calculs rénaux. Des écrits du XVIIe siècle semblent déjà faire état de ces vertus. Ces sources sont au nombre de trois, localisées à près d’un kilomètre à l’ouest du village. L'une d'entre elles était captée et alimentait en eau le couvent des capucins de Speloncato. Des évêques de Sagone qui séjournaient quelques fois pendant l'été dans une aile du couvent appelée « Palazzetto » y faisaient ainsi des cures, le rendant célèbre.
Les eaux de source de Carignelli étaient exploitées par les Génois qui en expédiaient des tonneaux à Gênes par le port d’Algajola à l'époque florissant.
Le ruisseau qui y prend naissance porte le nom de ruisseau de Carignelli. C'est un affluent du Regino dans lequel il se jette au hameau de Regino.

### Climat et végétation
Le climat est fonction de l'altitude et de l'exposition : climat mésoméditerranéen à oliviers au nord, en fond de vallée, et climat montagnard à végétation arbustive au sud, aux environs du Monte Tolu.
Du village au col de Battaglia (1 099 m - Pioggiola), les flancs de la montagne pauvre et aride, offrent des paysages désolés de cistes ras et de calicotomes épineux, au milieu desquels poussent quelques hellébores.
Au cours du XXe siècle, de nombreux incendies ont mis à mal la végétation arborescente jusqu'alors dominante sur la commune, notamment l'ancien système agroforestier à base de châtaigniers, amandiers et arbres fruitiers.

### Voies de communication et transport

#### Accès routiers
Speloncato est situé au-dessus de la D 71, route corniche de la Balagne reliant Lumio à Belgodère via une dizaine de remarquables villages. Depuis la D 71, deux routes permettent de rejoindre le village : la D 63 côté Ville-di-Paraso et côté Costa la D 663. Cette dernière qui traverse le village permet de rejoindre Pioggiola dans le Giussani et le parc naturel régional de Corse par le col de Battaglia (1 099 m).

#### Transports
La commune se trouve sur le tracé de la ligne des Chemins de fer de Corse qui relie Calvi à Ponte-Leccia. La gare du Regino se situe au hameau de Regino, à l'ouest du passage à niveau de la D 63.
Le port le plus proche est celui de L'Île-Rousse, distant de 21 km. L'aéroport le plus proche est l'aéroport international de Calvi Sainte-Catherine distant de 33 km.

## Urbanisme

### Typologie
Au 1er janvier 2024, Speloncato est catégorisée commune rurale à habitat dispersé, selon la nouvelle grille communale de densité à sept niveaux définie par l'Insee en 2022.
Elle est située hors unité urbaine. Par ailleurs la commune fait partie de l'aire d'attraction de L'Île-Rousse, dont elle est une commune de la couronne,. Cette aire, qui regroupe 12 communes, est catégorisée dans les aires de moins de 50 000 habitants,.

### Occupation des sols
L'occupation des sols de la commune, telle qu'elle ressort de la base de données européenne d’occupation biophysique des sols Corine Land Cover (CLC), est marquée par l'importance des forêts et milieux semi-naturels (73 % en 2018), néanmoins en diminution par rapport à 1990 (76,3 %). La répartition détaillée en 2018 est la suivante : 
milieux à végétation arbustive et/ou herbacée (65,4 %), zones agricoles hétérogènes (22,1 %), espaces ouverts, sans ou avec peu de végétation (5,5 %), cultures permanentes (4,4 %), forêts (2,1 %), eaux continentales (0,4 %). L'évolution de l’occupation des sols de la commune et de ses infrastructures peut être observée sur les différentes représentations cartographiques du territoire : la carte de Cassini (XVIIIe siècle), la carte d'état-major (1820-1866) et les cartes ou photos aériennes de l'IGN pour la période actuelle (1950 à aujourd'hui).

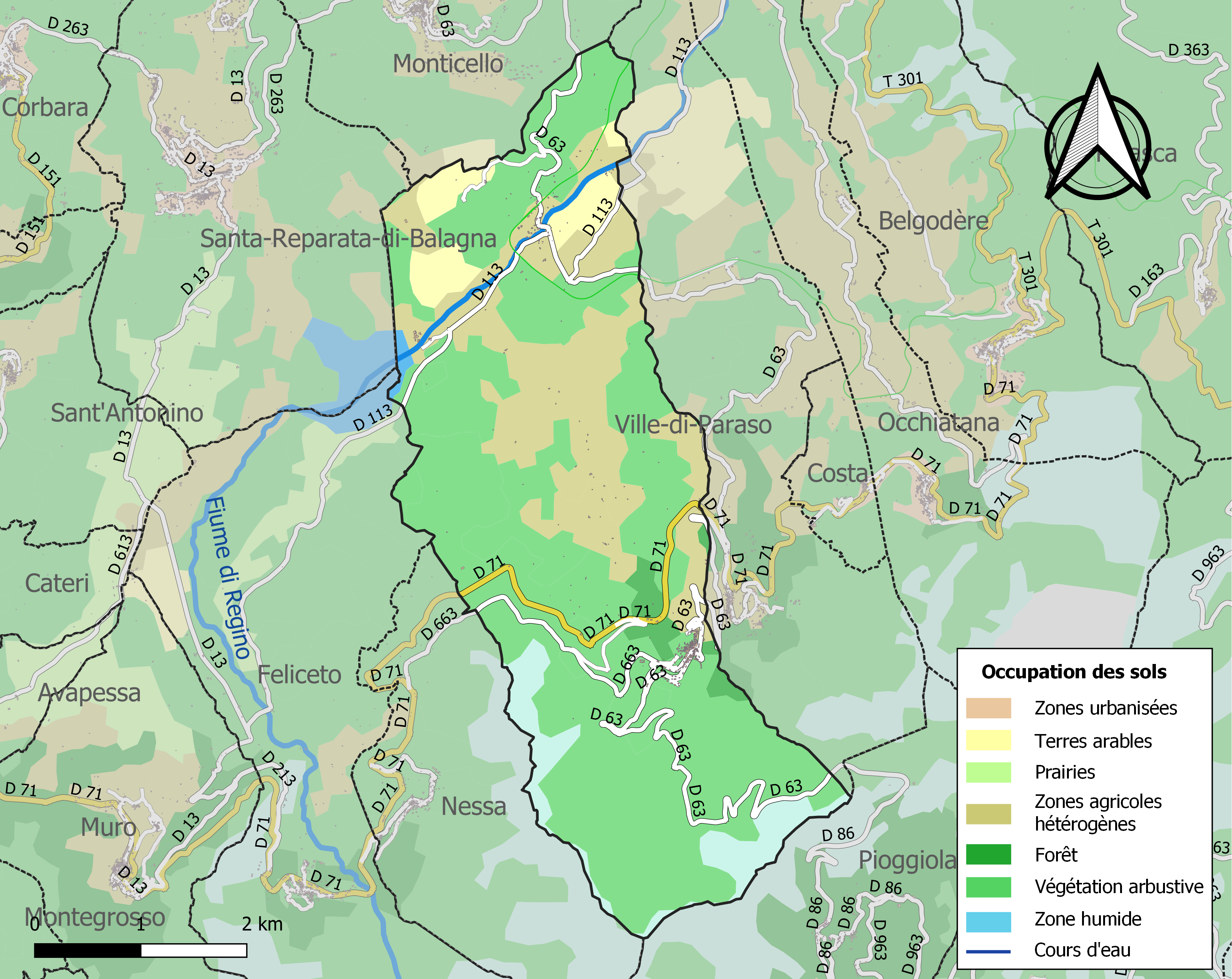
Carte des infrastructures et de l'occupation des sols de la commune en 2018 (CLC).
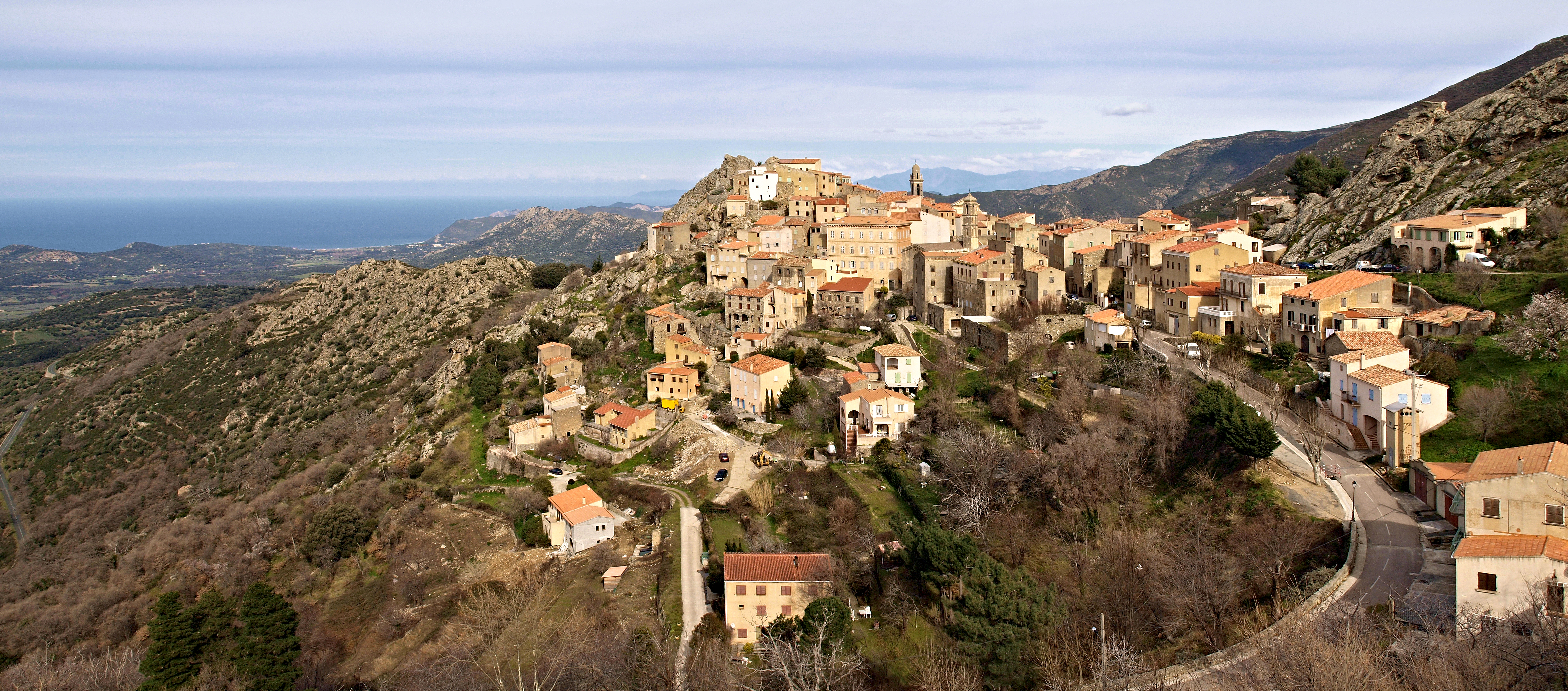
Vue de Speloncato.

## Toponymie
Speloncato tire son nom du fait qu'il est bâti sur des grottes (spelonche en corse) creusées dans le sous-sol.

## Histoire

### Préhistoire
Speloncato a été occupé dès l'époque néolithique comme l'attestent de nombreux vestiges sur plusieurs sites du territoire communal. Près de la fertile plaine qui s'étend au nord du village, au lieu-dit « Guistiniana », un habitat se développe à partir de l'âge du bronze.

« Le site de Justiniano, en Balagne, est un habitat signalé dans la documentation écrite dès le tout début du XIIe siècle. Il est connu depuis longtemps par les archéologues insulaires en raison de l'importance des vestiges encore visibles. Si le toponyme Justiniano est encore aujourd'hui véhiculé par la tradition orale, en revanche il ne se retrouve pas sur les cartes IGN. Sur le cadastre, l'habitat est appelé Campana alors que le toponyme Justiniano est attaché à des parcelles totalement exemptes de vestiges, situées plus d'une centaine de mètres à l'ouest. »

— Daniel Istria in Pouvoirs et fortifications dans le nord de la Corse p. 35

### Antiquité
De l'époque romaine, des habitats des IVe et VIe siècles sont bien attestés dans les zones basses et proches. Le village est doté de thermes au lieu-dit I Bagni (les bains). Le site antique des bains de Justiniano où sont encore visibles les vestiges du caldarium, a livré la présence abondante de fragments de céramiques fines, communes, d'amphores et de dolia, et d'architectures en élévation.

### Moyen Âge
Pour plusieurs sites tels celui de Justiniano, les textes et les témoins archéologiques indiquent un vide entre le VIe siècle et la fin du XIe siècle.
Dans le Haut Moyen Âge, dès la fin de l'époque romaine, en raison de l'insécurité régnant sur le littoral, due aux incessantes invasions barbaresques, les gens s'installent sur les hauteurs. La communauté de Speloncato se développe sur un piton rocheux dominant la plaine, avec vue sur la mer.
Au début du XIIe siècle, un certain nombre d'habitats apparaissent dans la documentation écrite, notamment en Balagne et dans le Nebbio. Pour chacun d'eux, il n'existe pas d'indices d'une occupation du site même ou de ses environs immédiats durant l'Antiquité tardive et le Haut Moyen Âge. Mais des habitats des IVe et VIe siècles sont bien attestés dans les zones basses et proches. Le site antique des bains de Justiniano est situé au niveau du point de contact entre la plaine et les coteaux alors que le site médiéval est localisé sur un éperon de mi-pente.
Sur les cartes de l'IGN, sont portées les ruines du château de Giustiniana, à une altitude de 270 m.

### Temps modernes
Au XVIe siècle, la Balagne était une région composée de cinq pièves. Vers 1520, elle comprenait les "pievi" de Toani, Aregnu, Santo Andrea, Pino et Olmia. Speloncato faisait alors partie de Toani, piève dont les lieux habités étaient li Quercioli, Belgoder, Ochiatana, le Ville, la Costa, le Cavalleragie, Speluncato.
Avec la Révolution, le 26 février 1790, la piève de Paraso prend le nom de canton de Belgodère.

### Époque contemporaine
En 1954, le canton de Muro est composé des communes d'Algajola, Aregno, Avapessa, Cateri, Feliceto, Lavatoggio, Muro, Nessa et Speloncato qui comptait cette année-là 344 habitants .
1971-1973 : le canton de Belgodère est créé, avec la fusion imposée des anciens cantons de Muro, Belgodère et Olmicappella.

## Politique et administration

### Liste des maires
| Période                                  | Période  | Identité                     | Étiquette | Qualité         |
| ---------------------------------------- | -------- | ---------------------------- | --------- | --------------- |
| 1806                                     |          | Rocco Filippi                |           |                 |
| 1830                                     |          | Alberti                      |           |                 |
| 1831                                     | 1837     | A. M. Arrighi                |           |                 |
| 1859                                     | 1862     | Ludovic Arrighi              |           |                 |
| 1862                                     | 1875     | Henri Arrighi                |           |                 |
| 1875                                     | 1876     | Paul André Arrighi           |           |                 |
| vers 1897                                | ?        | Pierre Luzi                  |           |                 |
| 1936                                     | 1943     | Antoine Campi                |           |                 |
| 1944                                     | 1947     | Antoine Giovansily           |           |                 |
| 1947                                     | 1956     | Julien Abraïni               |           |                 |
| 1956                                     | 1959     | Joseph Princivalle           |           |                 |
| 1959                                     | 1971     | Paul André Grimaldi d' Estra |           |                 |
| 1971                                     | 1980     | Michel Giovansily            |           |                 |
| 1980                                     | 1995     | Anne Marie Colombani         | DVG       |                 |
| 1995                                     | En cours | Jean François Poli           | DVG       | Cadre supérieur |
| Les données manquantes sont à compléter. |          |                              |           |                 |

## Population et société

### Démographie
L'évolution du nombre d'habitants est connue à travers les recensements de la population effectués dans la commune depuis 1800. Pour les communes de moins de 10 000 habitants, une enquête de recensement portant sur toute la population est réalisée tous les cinq ans, les populations de référence des années intermédiaires étant quant à elles estimées par interpolation ou extrapolation. Pour la commune, le premier recensement exhaustif entrant dans le cadre du nouveau dispositif a été réalisé en 2006.

En 2022, la commune comptait 261 habitants, en évolution de −6,12 % par rapport à 2016 (Haute-Corse : +5,15 %, France hors Mayotte : +2,11 %).
| 1800 | 1806 | 1821 | 1831 | 1836 | 1841 | 1846  | 1851  | 1856 |
| ---- | ---- | ---- | ---- | ---- | ---- | ----- | ----- | ---- |
| 748  | 659  | 809  | 845  | 919  | 942  | 1 047 | 1 067 | 961  |

| 1861  | 1866 | 1872  | 1876 | 1881 | 1886  | 1891  | 1896  | 1901 |
| ----- | ---- | ----- | ---- | ---- | ----- | ----- | ----- | ---- |
| 1 030 | 936  | 1 007 | 961  | 978  | 1 007 | 1 009 | 1 004 | 951  |

| 1906 | 1911 | 1921 | 1926 | 1931 | 1936 | 1946 | 1954 | 1962 |
| ---- | ---- | ---- | ---- | ---- | ---- | ---- | ---- | ---- |
| 987  | 770  | 708  | 604  | 437  | 434  | 514  | 344  | 169  |

| 1968 | 1975 | 1982 | 1990 | 1999 | 2006 | 2011 | 2016 | 2021 |
| ---- | ---- | ---- | ---- | ---- | ---- | ---- | ---- | ---- |
| 150  | 179  | 191  | 194  | 222  | 266  | 291  | 278  | 269  |

| 2022 | - | - | - | - | - | - | - | - |
| ---- | - | - | - | - | - | - | - | - |
| 261  | - | - | - | - | - | - | - | - |

La démographie de Speloncato varie fortement au cours de l'année : son nombre de résidents en hiver quadruple au plus fort de la saison touristique estivale. À la fin du XIXe siècle, il dépassait les 1 000 habitants à l'année. À partir du début du XXe siècle, la population a fortement chuté, avant d'entamer une lente remontée à partir des années 1960.
Cette progression s'avère aujourd'hui insuffisante pour maintenir des services publics tels qu'une école primaire.

## Économie
L'oléiculture, la viticulture et l'élevage caprin et ovin sont l'essentiel de la petite économie locale.
Speloncato se trouve sur la « Route des Sens Authentiques » (Corsica strada di i sensi) du CREPAC/Balagna.
- Huile d'olive au lieu-dit Regino
- Fromage de chèvre au lieu-dit Domaltu
- Vins du Clos Petra Rossa (A.O.C. Calvi et VDN) au lieu-dit Panicale. Produits issus de l'agriculture biologique

## Culture locale et patrimoine
Le village de Speloncato est classé ZPPAUP depuis le 20 novembre 2003.

### Lieux et monuments
- Monument aux morts

En 1750, Speloncato qui comptait alors 750 habitants, était divisé en deux paroisses : celles de Sainte-Catherine et de Saint-Michel Archange. Il y avait aussi deux couvents, ceux de Speloncato (capucins) et de Tuani (Costa) (franciscains réformés), tous deux occupés par une quarante de moines au total.
Au XVIIe siècle les deux paroisses fusionnent en une collégiale. Au début de l'année 1750 une bulle papale expédiée de Rome, désigne le siège de la collégiale en l’église Saint-Michel, plus vaste que Sainte-Catherine. Le nouveau titre de Santa-Maria Assunta (l’Assomption Nostra Signora Assonta al Cielo) remplaça celui de Saint-Michel.

#### Collégiale Santa Maria Assunta

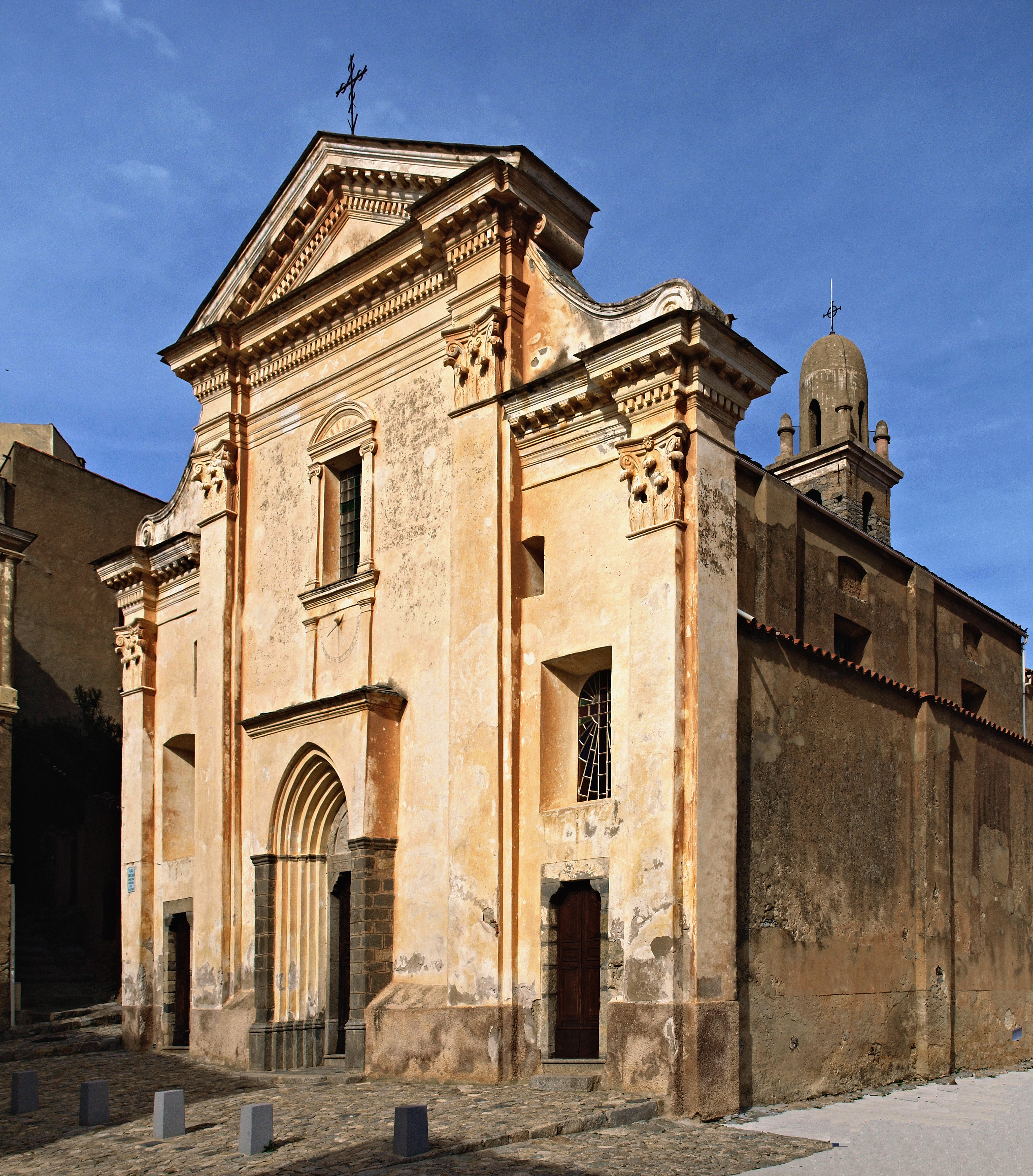
Collégiale Santa-Maria Assunta.

La collégiale Santa-Maria Assunta de Speloncato (Notre-Dame de l'Assomption) est une très vieille église. À l'origine romane, elle date de 1509 (1509 est gravé sur le linteau en pierre du maître Pizino). Démolition dès 1750-1760 de l'oratoire Santa Croce sur son côté droit pour l'ajout de deux collatéraux et d'autres autels latéraux, chœur baroque en 1755, clocher en 1913. Elle a été promue collégiale insigne par le pape Benoit XIV le 6 décembre 1749, confirmé par le pape Clément XIII le 6 mai 1766. Elle a été restaurée en 1970.
La collégiale, église paroissiale, renferme des œuvres remarquables, toutes propriété de la commune :
- un orgue historique (1810) du facteur d'orgue Giovanni Crudeli, et de sa tribune (1821) signée Anton Giuseppe Saladini né à Speloncato, restaurée en 1991 par Antoine Massoni ;
- un tableau Dernière communion d'un saint roi, peinture sur toile du XVIIe siècle - auteur inconnu, provenant de la collection du cardinal Fesch, classé MH[16] ;
- une statue de Saint Antoine en bois peint du XIe siècle, protégés depuis le 9 février 1995 et classée MH[17] ;
- un reliquaire en bois taillé, marqueté et ciré, protégés depuis le 9 février 1995 et classé MH[18].

Dans l'ancienne église Saint-Michel aujourd'hui nommée Santa Maria Assunta, se trouvent  d'autres œuvres remarquables :
- un tabernacle en bois marqueté du XVIIIe siècle classé MH[19] ;
- un ostensoir-soleil en argent doré des XVIIIe et XIXe siècles classé MH[20] ;
- un dalmatique du cardinal Savelli du XIXe siècle classé MH[21] ;
- deux chasubles du cardinal Savelli du XIXe siècle classés MH[22],[23] ;
- un calice du cardinal Savelli du XIXe siècle classé MH[24] ;
- un reliquaire-monstrance dit de saint Antoine du XVIIIe siècle classé MH[25] ;
- un reliquaire-monstrance de saint Roch du XVIIIe siècle classé MH[26] ;

S'y trouve enfin, la châsse des reliques de San Vittoriu, martyr de la fin du IIIe siècle.
L'édifice religieux revêt sur sa façade avant une plaque : piazza santa Croce (place sainte Croix) et sur sa façade orientale (chevet) oratoriu santa Croce (oratoire Santa Croce), siège de la confrérie éponyme.
La chapelle de confrérie recèle trois œuvres classées :
- un chemin de croix daté de 1746 et signé Nicolaus Filippi[27] ;
- le maître-autel en bois doré du XVIIe siècle[28] ;
- meuble de sacristie (buffet) du XVIIe siècle[29].

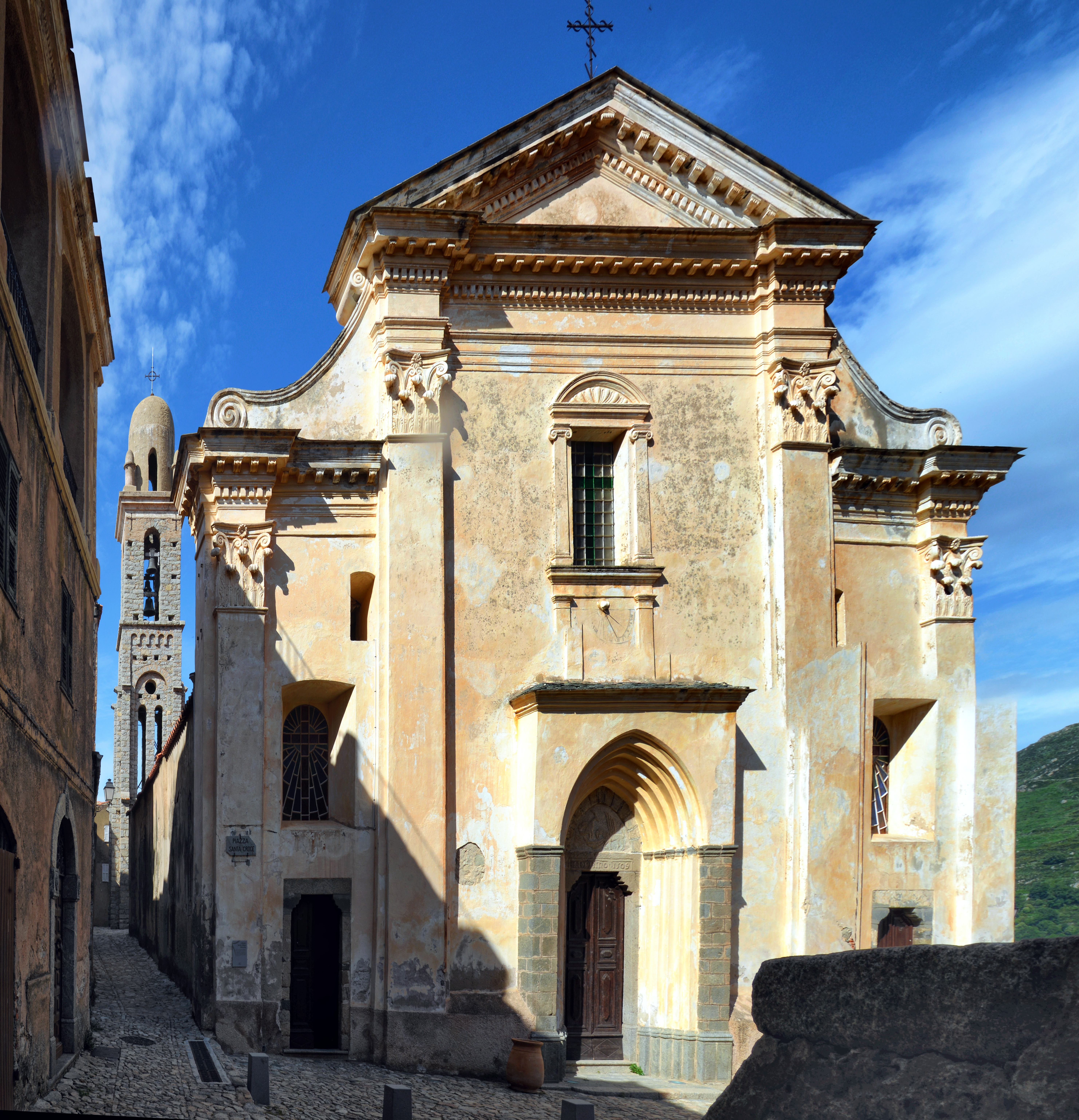
Façade principale de la collégiale.
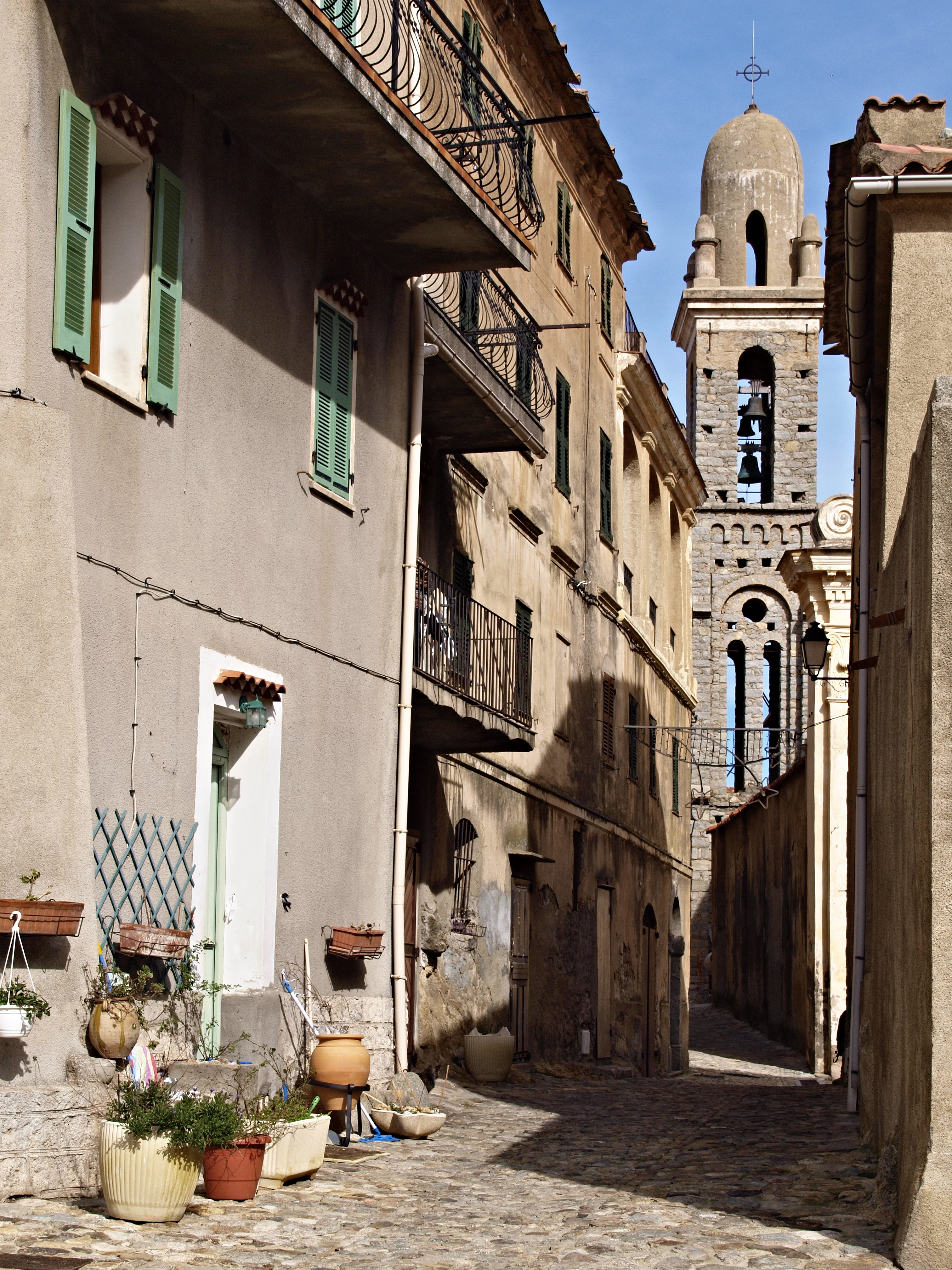
Clocher de la collégiale.
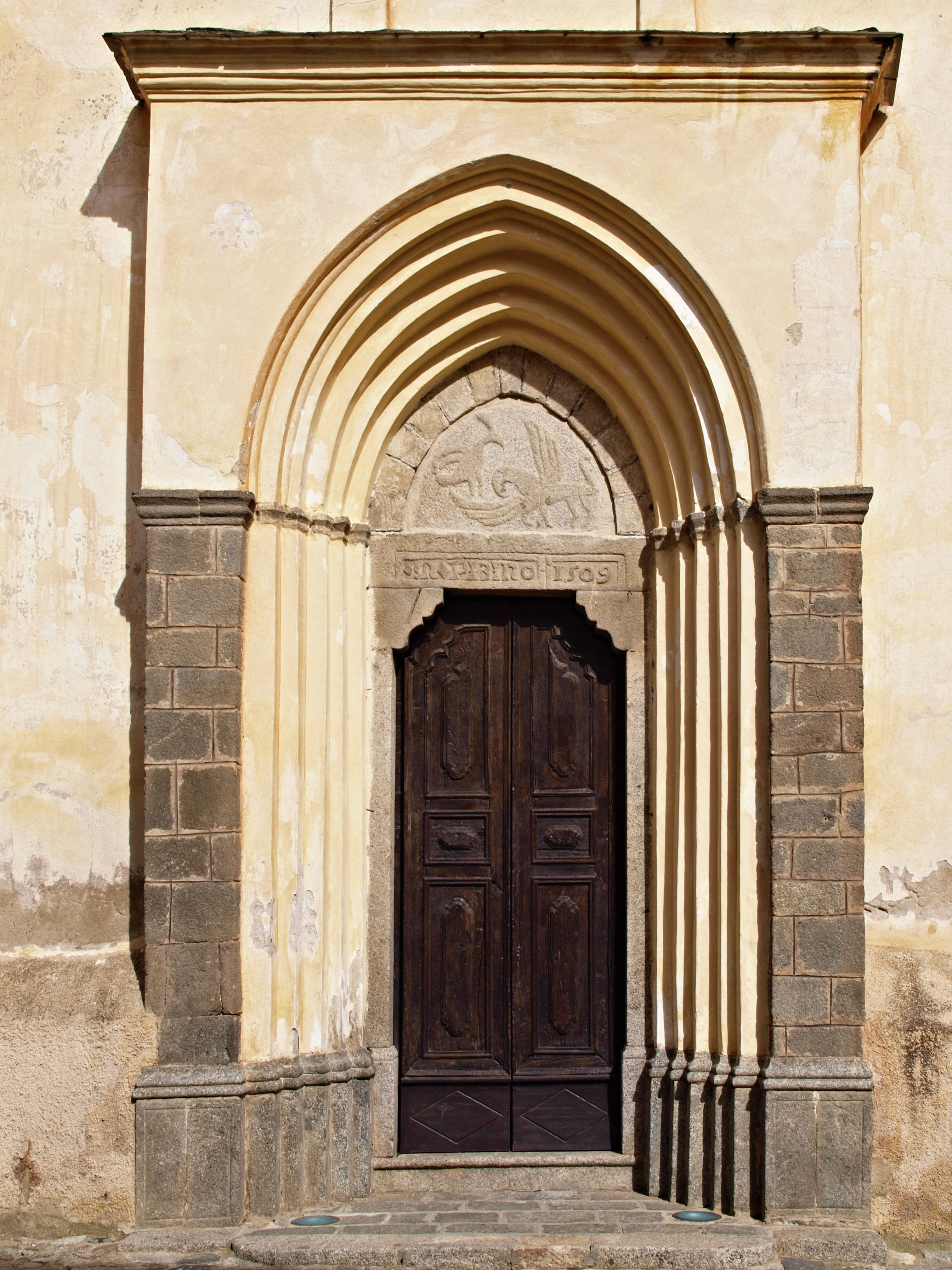
Entrée de la collégiale.
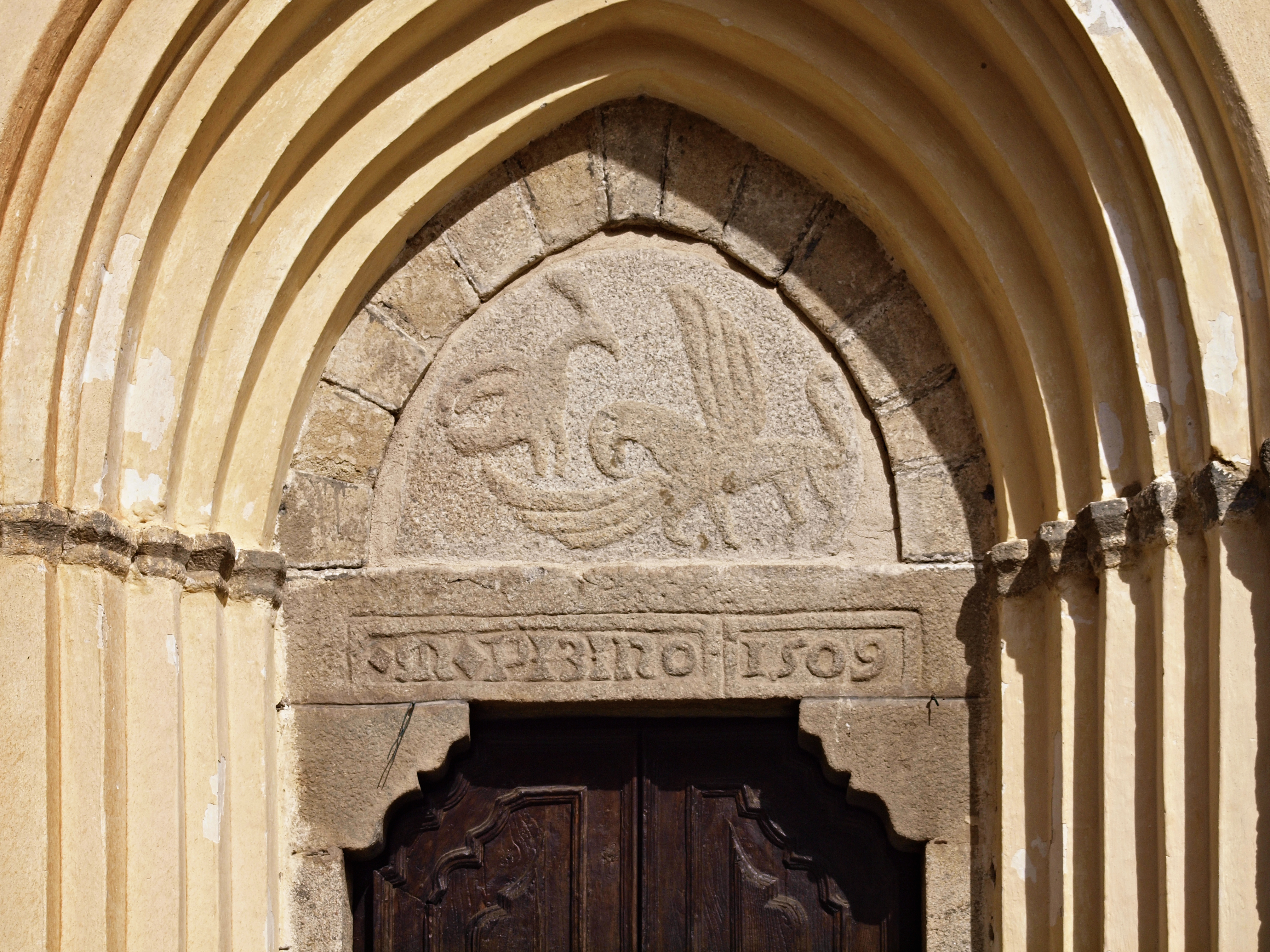
Linteau M. Pizino - 1509.
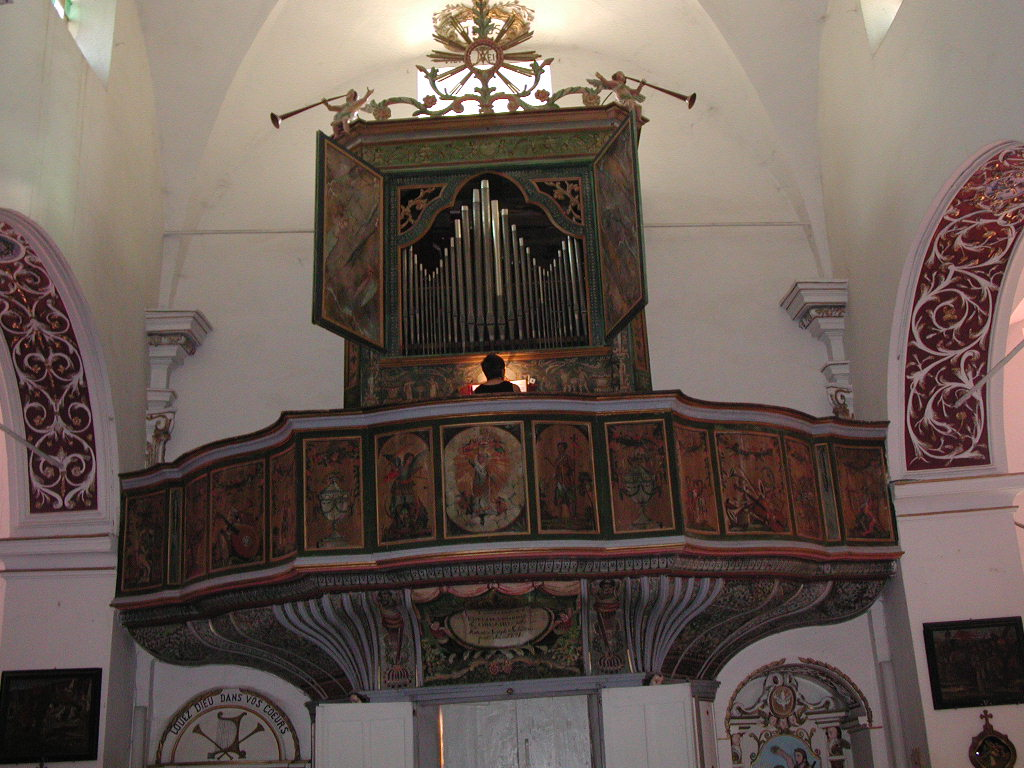
L'orgue baroque de la collégiale Santa Maria Assunta.

#### Église Santa Catalina
Cette ancienne église piévane Santa Catalina (Sainte-Catherine) du XIe siècle trône sur la place du village, devant une fontaine datant de 1879. Elle abrite aujourd'hui la confrérie Saint-Antoine-Abbé (Sant'Antone Abbate) et la mairie.
Elle renferme un autel classé Monument Historique, un tabernacle du XVIIIe siècle et son reliquaire en argent sur le bois saint Roch (classé).

#### Couvent de Speloncato
Cet ancien couvent est situé à proximité du cimetière.
Ce furent les capucins qui établis en Corse en 1540, le construisirent en 1621 en pierre et en chaux.
Tombé en ruines, le couvent de Speloncato est aujourd'hui restauré et aménagé en habitation.
Il était célèbre à cause des eaux de Carignelli excellentes pour soigner les maux de calculs. Une des sources était captée et alimentait en eau le couvent.

#### Autres
- Chapelle San Filippu, isolée, située au nord-ouest et en contrebas du village, à 265 m d'altitude ;
- Chapelle San Roccu en ruine, située à 200 m à l'ouest du village.
- Église Saint-Michel de Speloncato.

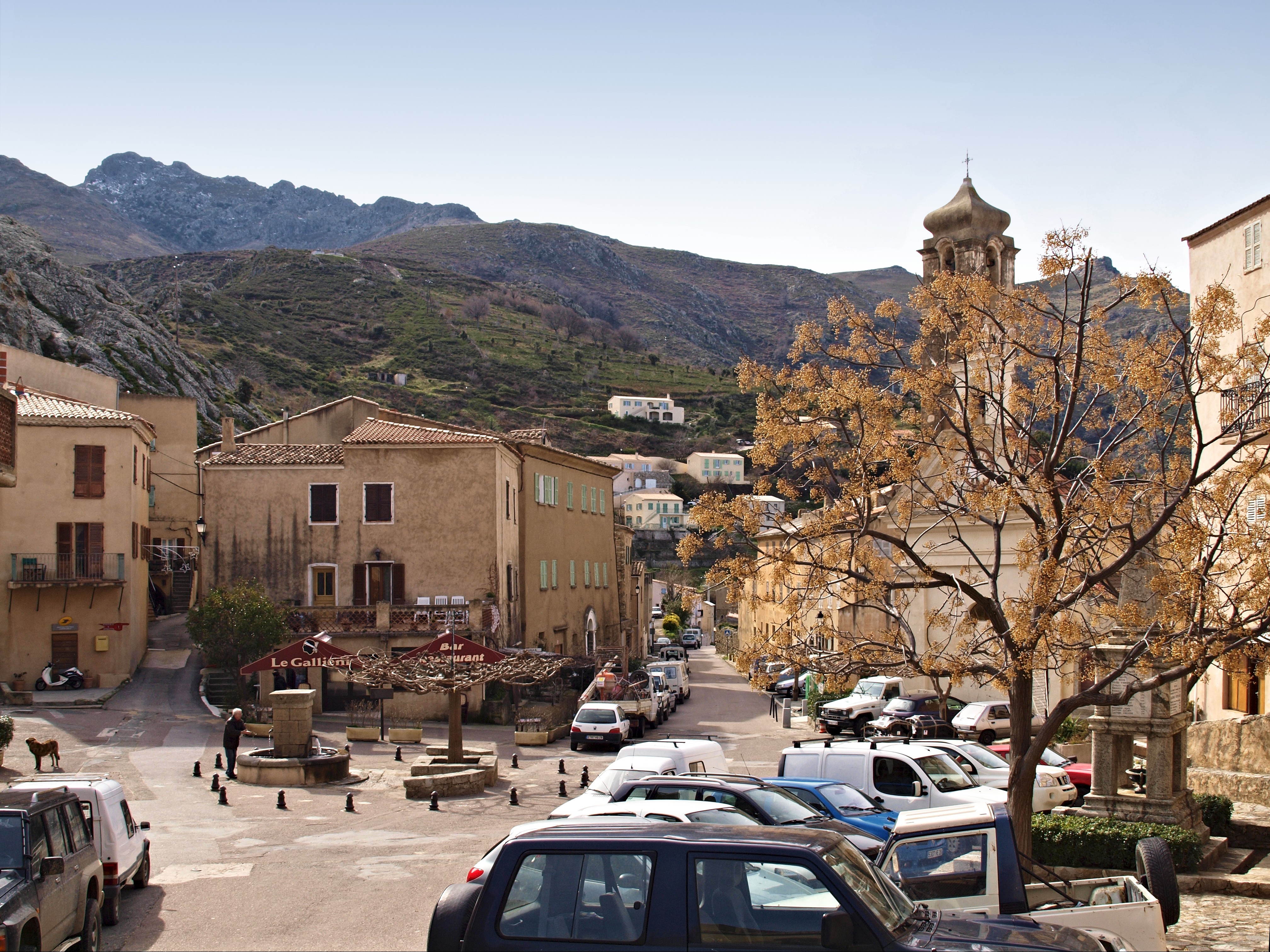
Place du village.
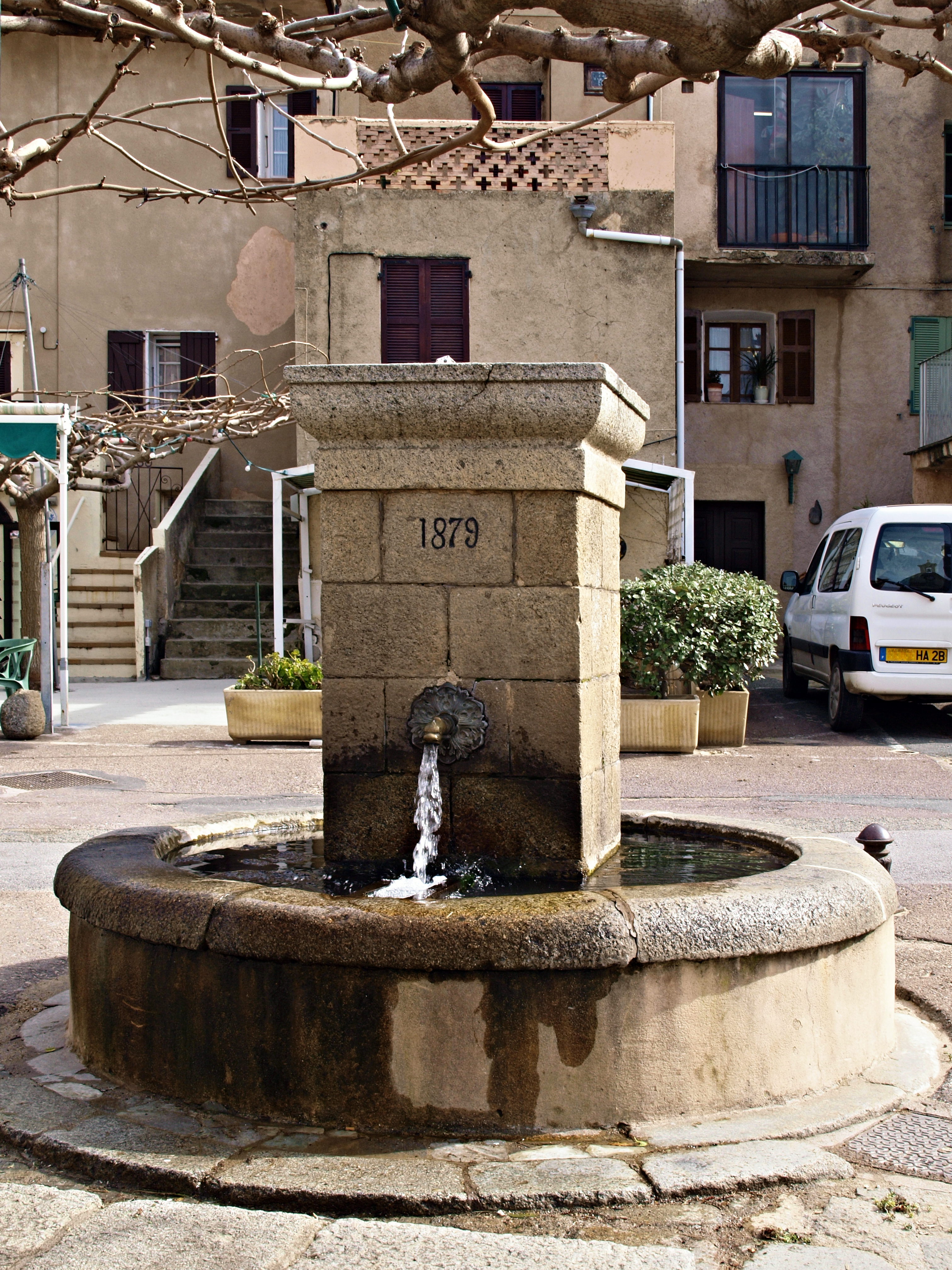
Fontaine sur la place du village.
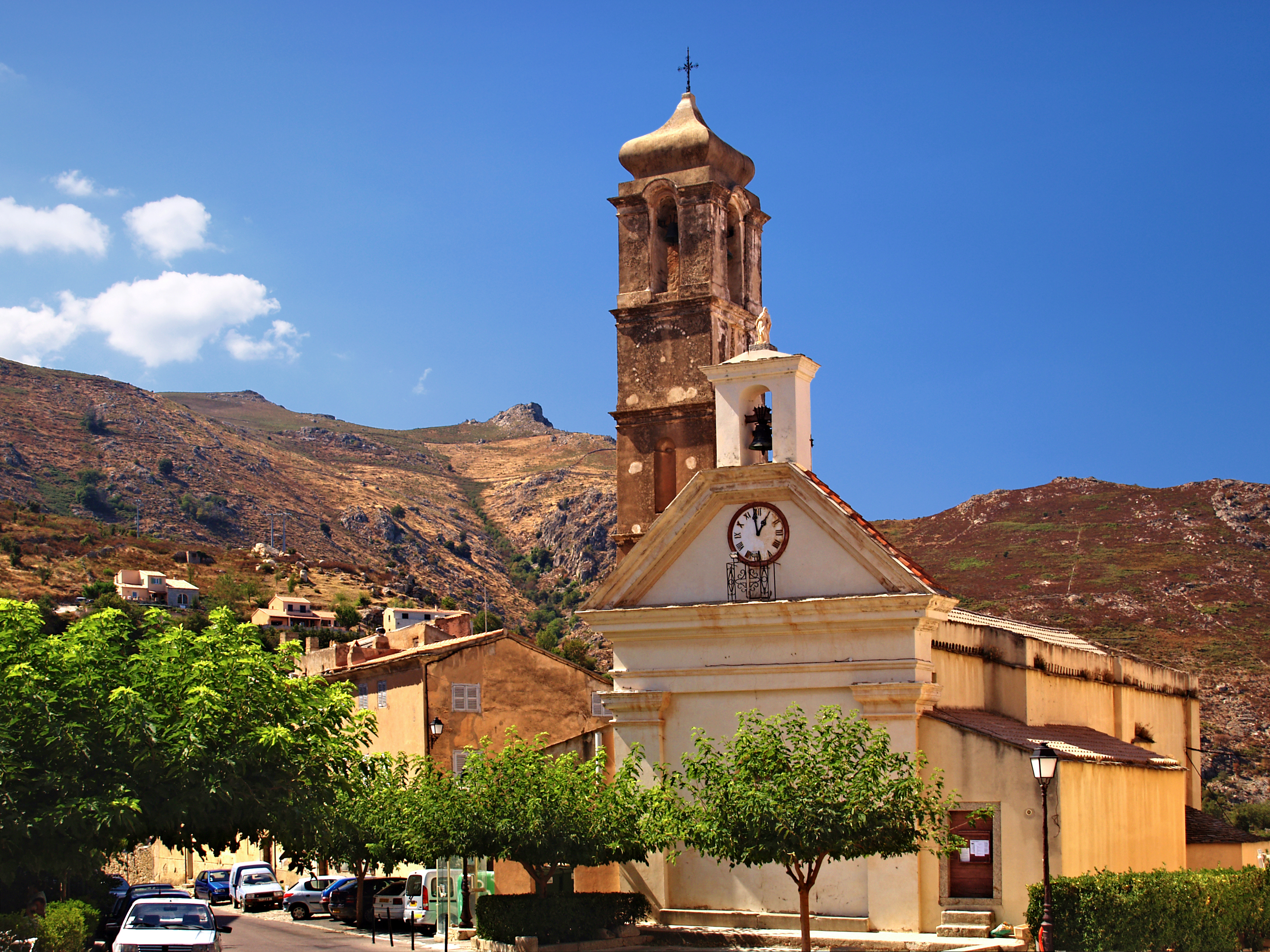
Église Santa Catalina.
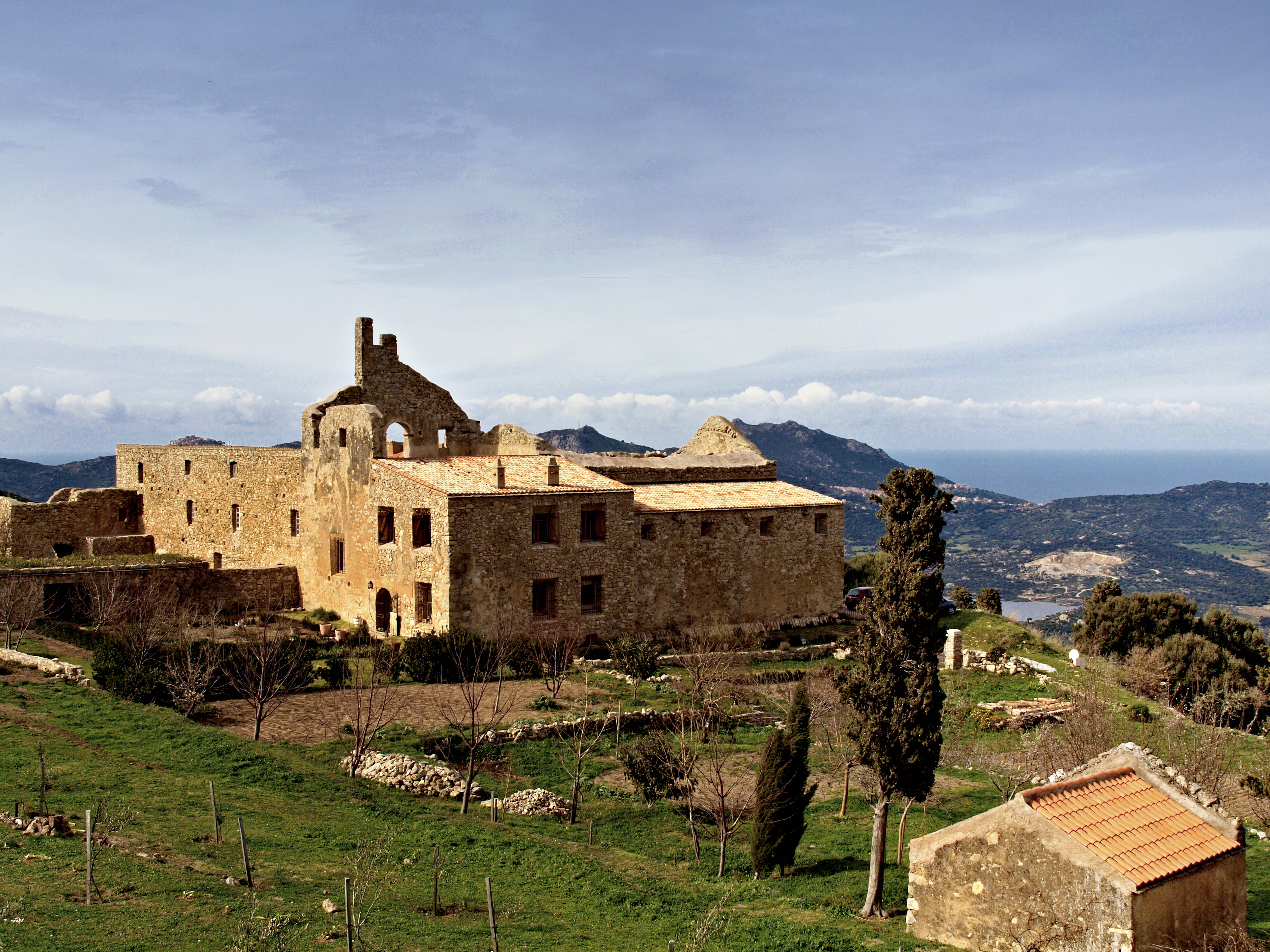
L'ancien couvent de Speloncato.

### Patrimoine naturel

#### ZNIEFF
Speloncato est concernée par deux ZNIEFF de 2e génération :
Oliveraies et boisements des collines de Balagne (940004142)
La zone d'une superficie de 1 959 ha, est divisée en plusieurs unités réparties dans les principales vallées de la Balagne. Les différentes unités représentent les vestiges de l'ancien paysage arboré qui recouvrait la Balagne.
Vallée du Regino
La zone qui couvre une superficie de 4 229 ha, est située au creux de la vallée du Regino, et suit le cours d'eau. « La ZNIEFF englobe la ZPS mise en place pour le suivi et la protection du Milan royal, avec une extension pour le cours d'eau, pour son intérêt batracologique et herpétologique, et une autre permettant d’inclure les mines de Lozari pour leur intérêt chiroptérologique ».

#### Natura 2000
Speloncato est concernée par une zone de protection spéciale (Dir. Oiseaux) :
Vallée du Regino
Le site est situé dans le massif de la Corse granitique (granite à porphyroïdes de la région de Calvi) qui domine à 90% avec quelques secteurs avec des sédiments quaternaires (cuvette du Regino) et des formations sédimentaires et métamorphiques. On y constate la présence de nombreuses oliveraies.

### Personnalités liées à la commune
- Joseph-Marie Arrighi, né à Speloncato vers 1770. Écrivain, juriste, conseiller à la Cour de Justice de Bastia. Auteur de Viaggio di Licomede in Corsica (1794).
- Romulus Carli (Speloncato 1830-1909). A écrit sur l’arrivée des cendres de Pascal Paoli à L’Isula Rossa.
- Dominique Savelli (Speloncato 1792 - Roma 1864). Cardinal en 1861. Gouverneur de Rome. Ministre de la police de l’État pontifical.
- Éliane Aubert-Colombani (1934-), écrivain, née à Speloncato.

## Héraldique
| Blason à dessiner | Blason  | D'azur au mont d'argent, mouvant de la pointe sommé d'un soleil couchant d'or, le mont percé du champ laissant apparaître le rayon inférieur du soleil, le soleil accosté de deux clochers d'argent, celui de l'ancienne église Sainte-Catherine à dextre et celui de la collégiale Santa-Maria-Assunta à senestre. DeviseSpuncatu |
| Blason à dessiner | Détails | Adopté le 25 septembre 2009. |

## Cinéma
Une partie de l'action du film Belle-fille se déroule dans la commune, où réside la belle-mère Andrea Luciani, interprètée par Miou-Miou.